# フレッド・バソロ
アルフレド・"フレッド"・バソロ（Alfredo "Fred" Basolo、1920年2月11日 - 2007年2月27日）は、アメリカ合衆国の無機化学者である。

## 人物
イタリア共和国ピエモンテ州出身の両親の元にイリノイ州コエーリョで生まれる。
ジョン・バイラーの指導の下、1943年にイリノイ大学で博士号を取得した。その後、ノースウェスタン大学で研究を行った。錯体、有機金属、生物無機化学を専門とした。400報以上の論文を執筆し、多くの大学院生を育成した。同僚のラルフ・ピアソンとともに、影響力のある論文"Mechanisms of Inorganic Reactions"を書き、錯体を含む反応機構の重要性を明らかにした。この研究は、配位子場理論と物理有機化学の考え方を統合したもので、錯体化学を定量的科学に変えたものである。
バソロが書いた論文は、インデニル効果、錯体リガンドの反応、ミオグロビンの合成モデルなど多くの分野に及ぶ。
彼は全米科学アカデミーのメンバーに選ばれ、1983年にアメリカ化学会の会長になった。
1997年に交通事故に遭って妻を失い、自身も下半身不随の重傷を負った。10年後にクック郡スコーキーでうっ血性心不全により死去した。

## 受賞歴
- 1992年 - 化学パイオニア賞
- 1993年 - アメリカ化学者協会ゴールドメダル
- 1996年 - ウィラード・ギブズ賞
- 2001年 - プリーストリー賞